# エグラン (アルプ＝マリティーム県)
エグラン （Aiglun）は、フランス、プロヴァンス＝アルプ＝コート・ダジュール地域圏、アルプ＝マリティーム県のコミューン。

## 地理
エグランはグラースの後背地にある自治体である。県の西中央部に位置し、グラースの北20km、ピュジェ・テニエの南11kmのところにある。県道RD10号線が町の東から西を通過している。

## 歴史
1388年9月28日、ニースがサヴォイアに併合された時の近隣地域と同様に、エグランはサヴォイア家の庇護下にあった。
1760年3月24日のトリノ条約によって、エグランはフランス王国領となった（フランス王国とサルデーニャ王国との間で領土交換が行われた）。

## 由来
1200年代の文書に初めて地名が記され、それはAyglezuniであった。これはラテン語のAquila（ワシ）、ガリア語のdunum（高さ）からきており、『ワシの高さ』となる。

## 人口統計
| 1962年 | 1968年 | 1975年 | 1982年 | 1990年 | 1999年 | 2006年 | 2010年 |
| ------ | ------ | ------ | ------ | ------ | ------ | ------ | ------ |
| 58     | 50     | 70     | 94     | 91     | 106    | 94     | 94     |

参照元:1999年までEHESS、2000年以降INSEE